# Prínia gorjablanca
La prínia gorjablanca o prínia golablanca (Schistolais leucopogon) és una espècie d'ocell passeriforme del gènere Schistolais que pertany a la família Cisticolidae originària de l'Àfrica central.

## Taxonomia
Va ser descrita científicament l'any 1875 per l'ornitòleg alemany Jean Cabanis, amb el nom binomial Drymoeca leucopogon. Més tard va ser transferida al gènere Schistolais.
El nom específic, leucopogon, és la combinació dels termes grecs leukos (blanc) i pōgōn (barba).

## Distribució i hàbitat
Es troba a l'Àfrica central i a la regió dels Grans Llacs d'Àfrica.
L'hàbitat natural són els boscos tropicals i les zones de matolls.